# Under Wraps
Under Wraps är ett musikalbum med Jethro Tull, utgivet september 1984 av musikbolaget Chrysalis Records. Till skillnad från tidigare album, där Anderson var den enda låtskrivaren, var Under Wraps det första Jethro Tull-albumet sedan This Was där majoriteten av låtarna skrevs tillsammans med andra medlemmar i bandet, främst Peter-John Vettese. Detta är också det enda Jethro Tull-albumet som inte har någon trummis; alla trumljud programmerades elektroniskt. Originalutgåvan på vinyl innehåller 11 spår medan CD-utgåvan innehåller 15 spår.

## Låtlista

### LP-utgåvan
Sida 1
1. "Lap of Luxury" – 3:35
2. "Under Wraps #1" – 3:59
3. "European Legacy" – 3:23
4. "Later, That Same Evening" – 3:51
5. "Saboteur" – 3:31
6. "Radio Free Moscow" – 3:40

Sida 2
1. "Nobody's Car" – 4:08
2. "Heat" – 5:37
3. "Under Wraps #2" – 2:14
4. "Paparazzi" – 3:47
5. "Apogee" – 5:28

- Text: Ian Anderson
- Musik: Ian Anderson (spår A1–A6, B1–B5), Peter-John Vettese (spår A4–A6, B2, B4, B5), Martin Barre (spår B1, B4)

### CD-utgåvan
1. "Lap of Luxury" – 3:35
2. "Under Wraps #1" – 3:59
3. "European Legacy" – 3:23
4. "Later, That Same Evening" – 3:51
5. "Saboteur" – 3:31
6. "Radio Free Moscow" – 3:40
7. "Astronomy" – 3:38
8. "Tundra" – 3:41
9. "Nobody's Car" – 4:08
10. "Heat"	 – 5:37
11. "Under Wraps #2" – 2:14
12. "Paparazzi" – 3:47
13. "Apogee" – 5:28
14. "Automotive Engineering" – 4:05
15. "General Crossing" – 4:02

- Text: Ian Anderson (spår 1–15)
- Musik: Ian Anderson (spår 1–15), Peter-John Vettese (spår 4–15), Martin Barre spår (9, 12)

## Medverkande
Jethro Tull
- Ian Anderson – sång, flöjt, akustisk gitarr, trumprogrammering, Fairlight CMI
- Martin Barre – elektrisk gitarr
- Dave Pegg – basgitarr, kontrabas
- Peter-John Vettese – keyboard, elektronisk programmering

Produktion
- Ian Anderson – musikproducent
- Trevor Key – foto
- John Pasche – omslagskonst, omslagsdesign
- Sheila Rock – foto